# Signe Johansson Engdahl
Signe Dagmar Charlotta Johansson Engdahl, född Johansson den 27 maj 1905 i Stockholm, död den 9 maj 2010 i Västerleds församling, Stockholm, var en svensk simhoppare.
Signe Johansson tävlade i de olympiska sommarspelen 1924 i Paris, där hon blev femma i svikthopp. Enligt TT har endast fyra svenska olympier tidigare lyckats fylla tresiffrigt – fäktarna Louis Sparre och Hanna Olsen samt friidrottarna Albert Öberg och Edvin Wide. Johansson är begravd på Bromma kyrkogård.